# 车胤
车胤，字武子。东晋南平郡（今湖南省、湖北省边界）人。
车胤曾祖车浚曾任吴国会稽太守，父親車育曾任郡主簿。相传车胤小时候家庭贫穷，夏天夜裡只能用萤火虫的光亮照明勤读，“车胤囊萤”的典故源自于此。
初为桓温从事，后为主簿、征西长史。晋孝武帝时期（373～396年），历任中书侍郎、侍中、护军将军。晋安帝隆安初年 (397～401年)，为吴兴太守，加辅国将军。迁吏部尚书。
因不满司马元显擅权，遭賜死。

## 延伸阅读
[在维基数据编辑]
 《晉書·卷083》，出自房玄齡《晉書》
 在维基共享资源阅览影像